# Haloguignardia decidua
Haloguignardia decidua är en svampart som beskrevs av Cribb & J.W. Cribb 1956. Haloguignardia decidua ingår i släktet Haloguignardia, ordningen Lulworthiales, klassen Sordariomycetes, divisionen sporsäcksvampar och riket svampar.   Inga underarter finns listade i Catalogue of Life.